# 陳享宣
陳享宣（英語：Chen Hsiang-Hsuan，1995年7月20日—）是台灣射箭運動員。
2017年夏季世界大學運動會，他和林哲瑋、林鑫民搭檔出賽男子團體項目8強止步最終排名第6，個人賽32強止步，另外和陳怡瑄搭擋出賽混合團體複合弓項目，在銅牌戰擊敗印度組合，奪得銅牌和獲得銅色絲帶熊讚玩偶一隻。

## 外部連結
- World Archery （页面存档备份，存于）